# Bombus infirmus
Bombus infirmus (saknar svenskt namn) är en insekt i överfamiljen bin (Apoidea) och släktet humlor (Bombus) som lever i Himalaya och angränsande områden.

## Beskrivning
Huvudet är övervägande svart; mellankroppen likaså, men med ett gult band framtill på ovansidan. Främsta tergiten är gul, den andra kan ha samma färg, men kan också vara svart, liksom den tredje. De resterande tergiterna är även de svarta, men med vita bakkanter (saknas dock oftast hos hanen). Hanen är även ofta gul på sidor och undersida. Vingarna är bruna, och tungan kort. Arten är liten; drottningen är mellan 15 och 16 mm lång. arbetare 10 till 12 mm och hanarna 10 till 13 mm.

## Ekologi
Humlan är en inte särskilt vanlig art i alpina skogar och på blomsterrika gräsmarker på höjder mellan 2 500 och 4 300 m. Den samlar nektar och pollen från blommor som klippståndsarter, decorum-rhododendron, buddlejor och mjölke Flygtiden varar från början av maj till mitten av september.

## Utbredning
Bombus infirmus utbredningsområde sträcker sig från Myanmar, över Tibet och till de kinesiska provinserna Yunnan och Sichuan.